# Platja de Santa Llúcia
La platja de Santa Llúcia és una platja urbana del municipi del Perelló (Baix Ebre), situada al nord del Cap Roig. Limita al sud amb la platja del Morro de Gos. Està ubicada en un entorn força natural, a excepció de la banda dreta que és més residencial. Orientada a l'est, té una longitud de 409 metres i una amplada mitjana de 16 metres, formada per sorra gruixuda i grava, amb un pendent d'entrada a l'aigua suau. Està vorejada per un ampli passeig marítim flanquejat de pins i atzavares que acaba en un roquissar. Forma part del recorregut del camí de ronda, que coincideix amb el sender GR-92.
L'Agència Catalana de l'Aigua efectua un control setmanal de la qualitat de l'aigua, durant la temporada de bany, amb el resultat d'excel·lent.
Aquesta platja acull cada any les festes de Santa Llúcia, el 14 i el 15 d'agost, amb sopar popular i música, i un seguit d'activitats familiars que clouen amb un espectacular castell de focs.